# Уэст, Фред
Фре́дерик Уо́лтер Сти́вен (Фред) Уэ́ст (англ. Frederick Walter Stephen «Fred» West; 29 сентября 1941, Муч-Маркл, Херефордшир, Англия — 1 января 1995, Винсон Грин, Бирмингем, Англия) — британский серийный убийца. В период с 1967 по 1987 год Уэст (сначала один, позже со своей второй женой) пытал и насиловал молодых женщин и девочек. Убил по меньшей мере 12 человек, в том числе членов своей семьи.

## Ранняя жизнь

Ферма Уэстов

Фред Уэст родился в бедной семье сельскохозяйственных рабочих в Бикертон Коттедж, Муч-Маркл, Херефордшир. Его родителями были Уолтер Стивен Уэст (5 июля 1914 — 28 марта 1992) и Дейзи Ханна Хилл (1922 — 6 февраля 1968). Он был вторым из их шести детей. Уэст позже утверждал, что его отец имел кровосмесительные отношения со своими дочерьми. Имеется предположение, что инцест был неотъемлемой частью жизни семьи, а также что отец научил его зверствам с раннего возраста. В интервью, данном полиции, Уэст заявил, что его отец несколько раз говорил ему «делай то, что ты хочешь, только не попадайся». Он также утверждал, что в возрасте 12 лет подвергался домогательствам со стороны своей матери, хотя доказать этого не сумел. В 2014 году брат Фреда, Даг, осудил его утверждения и назвал лжецом и фантазёром относительно их жизни вообще и воспитания в частности.
В школе у Уэста наблюдались способности к деревообработке и искусству, но он не преуспевал в учёбе, а в декабре 1956 года, в возрасте 15 лет, бросил школу.
В возрасте 17 лет, в ноябре 1958 года, Фред, управляя мотоциклом, попал в серьёзную аварию: у него был обнаружен перелом черепа, перелом руки и ноги;  в течение недели он находился в бессознательном состоянии. Его семья сообщила, что после аварии Уэст стал склонен к внезапным приступам ярости. Два года спустя, упав с пожарной лестницы, он ударился головой и после этого был без сознания в течение 24 часов.
В 1960 г., в возрасте 19 лет, Фред был арестован за приставание к тринадцатилетней девочке. Он был признан виновным, но избежал тюремного заключения. Его мать отправила его жить к своей сестре Вайолет в английскую деревню Муч-Маркл, в то время как остальная часть семьи отреклась от него.

## Брак с Кэтрин Костелло
В сентябре 1962 года, в возрасте 21 года, Фред Уэст встретил свою бывшую подругу Кэтрин Костелло, которая к тому времени стала заниматься проституцией, и поэтому использовала псевдоним Рена. Костелло, будучи уже беременной от другого мужчины, вышла замуж за Уэста 17 ноября, а затем переехала вместе с ним в Котбридж (Ланаркшир). 22 февраля 1963 года она родила дочь, которую назвали Шармэйн Кэрол. Костелло и Уэст утверждали, что они удочерили Шармэйн, и что её отцом был пакистанский водитель автобуса. В июле 1964 года Костелло родила от Уэста дочь, которая получила имя Энн Мари. В период жизни в Котбридже Уэст работал водителем грузовика с мороженым. 4 ноября 1965 года он убил четырёхлетнего мальчика в своём фургоне.
Затем семья вместе с Исой Макнейл, которая заботилась о детях пары, и подругой Костелло, Энн МакФолл, переехала на Lakeside Caravan Park в Бишопс Клив, Глостершир в конце 1965 года, когда Уэст решил скрыться из Котбриджа из-за трагедии с грузовиком с мороженым. Из-за садистских сексуальных потребностей Уэста Костелло и Макнейл переехали в Шотландию в 1966 году. МакФолл, оставшаяся ухаживать за детьми, в свою очередь стала увлекаться Уэстом. Костелло продолжала навещать детей каждые несколько месяцев. В августе 1967 года Энн Макфолл, которая была беременна от Уэста и находилась на восьмом месяце беременности, исчезла. Она не была признана пропавшей без вести; её останки были найдены полицией и захоронены в июне 1994 года.
В сентябре 1967 года Кэтрин Костелло вернулась к Уэсту, но в следующем году снова ушла от него, оставив ему детей.

## Брак с Розмари «Роуз» Леттс
В возрасте 27 лет Уэст, Будучи всё ещё женатым на Костелло, встретил свою будущую жену, Розмари Леттс. Они встретились 29 ноября 1968 года, в день её пятнадцатилетия. На своё шестнадцатилетие она переехала к нему. Несколько месяцев спустя они переехали в двухэтажный дом в Мидлэнд Роуд, Глостер. 17 октября 1970 года Розмари родила дочь, которую назвали Хэзер Энн. 4 декабря 1970 года Фред Уэст за кражу был посажен в тюрьму, где пробыл  до 24 июня 1971 года.
Предположительно, Розмари Уэст убила Шармэйн Кэрол незадолго до выхода Фреда из тюрьмы в июне 1971 года. По утверждению Энн Мари Уэст, обе сестры часто подвергались избиениям. Шармэйн привела Розмари в бешенство своим отказом плакать независимо от того, насколько серьёзно она была избита. Шармэйн исчезла в середине июня. Розмари объяснила это, заявив, что родная мать, Кэтрин Костелло, забрала её обратно в Шотландию. На самом деле Костелло приехала в конце августа, намереваясь забрать Шармэйн, и также исчезла.
29 января 1972 года Фред и Розмари поженились в Глостере. 1 июня того же года Розмари родила вторую дочь, получившую имя Мэй. В это время Уэст поддерживал жену в стремлении заниматься проституцией. Всего Розмари родила семерых детей. Нуждаясь в большом доме, семья переехала на Кромвель-стрит, 25, (51°51′42″N 2°14′36″W), где Уэст переоборудовал верхний этаж под жилую комнату. В стенах «номера Роуз» (комнаты Розмари, которая использовалась для проституции), были отверстия, чтобы Уэст мог наблюдать, также был красный свет за дверью — предупреждение для детей, чтобы те не беспокоили её, когда она была «занята». Как и у Уэста, у Розмари в семье также практиковался инцест; отец Розмари, Билл Леттс, с одобрения Фреда, часто посещал их дом, чтобы заниматься сексом с дочерью.
В октябре 1972 года супруги Уэст наняли шестнадцатилетнюю Кэролайн Робертс в качестве няни. Они подобрали девочку ночью на просёлочной дороге. Та сообщила им, что убежала от своего жестокого отчима; через неделю она переехала на Кромвель-стрит, 25, чтобы ухаживать за тремя детьми Уэстов. Розмари, которая в это время принимала клиентов в своей спальне, объяснила Робертс, что работает «массажисткой», именно поэтому мужчины часто посещают её. По словам Кэролайн, во время работы у них Фред сообщил ей, что если ей когда-нибудь нужен будет аборт, то он сможет ей его сделать. Она стала подозревать что-то неладное, когда Фред стал хвастаться, что многие из женщин, которых он принимал для проведения аборта, были настолько довольны, что предлагали ему сексуальные услуги в качестве вознаграждения. Она отвергла предложения Фреда и Розмари войти в их «секс-круг» и оставила их несколько недель спустя.
6 декабря 1972 года Уэсты снова встретили Робертс на той же дороге и извинились за то, что случилось. Они пригласили её к себе домой, чтобы загладить вину «чашкой чая». Робертс поверила в искренность их извинений, и решила, что просто ошиблась в них. По возвращении на Кромвель-стрит, 25, вскоре после обещанной чашки чая, Розмари начала целовать её, затем связала её и изнасиловала вместе со своим мужем. По утверждению Робертс, Фред заметил, что «её влагалище было необычным» и что он «должен был это изменить». Когда она закричала, Розмари придушила её подушкой и связала ей шею. Фред угрожал ей, что они будут держать её взаперти в подвале, затем позовут некоторых из чёрных мужчин, которые «посещали» Розмари, а после её «использования» они похоронят её под брусчаткой Глостера. Фред хвастался, что они убили сотни молодых девушек, и полиция никогда не найдёт их. Быстро поняв, что иначе они убьют её, Кэролайн позволила Уэстам делать с ней всё, что они хотели. На следующий день, как только Робертс пообещала, что вернётся к ним в качестве няни, Фред разрешил ей уехать. При первой возможности Робертс сообщила об изнасиловании в полицию, но сняла обвинение, когда дело дошло до суда. Уэсты признали себя виновными в непристойном поведении и были оштрафованы на £50.
В начале 1973 года Уэсты заперли восьмилетнюю Энн Мари в подвале, где связали её и заткнули рот, а затем Фред изнасиловал её, в то время как Розмари наблюдала за этим.
После того, как в пятнадцатилетнем возрасте Энн Мари ушла из дома, в центре внимания Фреда оказалась Хизер Энн Уэст, их с Розмари шестнадцатилетняя дочь (которая, возможно, на самом деле является дочерью Биллу Леттсу). Хизер жаловалась друзьям на ужасное обращение со стороны родителей; когда она вернулась домой, Фред и Розмари решили убить её. В июне 1987 года, Фред и Роуз убили Хизер Энн. Её исчезновение, путаница в показаниях Розмари и Фреда, которые не могли точно рассказать о её местонахождении, а также их угрозы другим детям, что они «закончат жизнь закопанными во дворе, как Хизер», если будут плохо себя вести, привели к аресту Уэстов в 1994 году.

## Расследование, арест и обвинение
В мае 1992 года Уэст изнасиловал одну из своих семи дочерей. Позже это повторилось по меньшей мере 4 раза. В школе девочка рассказала об этом друзьям. 4 августа один из её друзей рассказал об услышанном своей матери, которая затем обратилась в полицию. 6 августа 1992 года полиция начала расследование, в конечном итоге Уэст признался в изнасиловании, указав Розмари в качестве сообщника. Розмари также была обвинена в жестоком обращении с детьми. Дети были изъяты из семьи, а затем отданы в приёмную семью. Дело об изнасиловании рухнуло, когда два главных свидетеля отказались давать показания в ходе судебного разбирательства 7 июня 1993 года.
Полиция продолжала расследование по поводу исчезновения Хизер Энн. После показаний социальных работников и детей, рассказавших о шутке насчёт «Хизер, закопанной во дворе», полицейские получили ордер на обыск в феврале 1994 года, что позволило им производить раскопки в саду Уэстов в поисках Хизер. 24 февраля 1994 года они начали обыскивать дом и перекапывать сад.
На следующий день после ареста Уэста полиция обнаружила человеческие кости. Он признался в убийстве своей дочери, затем отказался от своих показаний, а затем повторно признался, отрицая, что Розмари была соучастницей. Розмари была арестована в апреле 1994 года. Первоначально ей инкриминировали сексуальные преступления, но позже обвинили в убийстве. Другие тела были найдены 4 марта 1994 года. Уэст признался, что он совершил ещё девять убийств, в том числе первой жены, чьё тело было найдено 10 апреля 1994 года.
Фред и Розмари Уэст предстали перед судом магистратов в Глостере 30 июня 1994 года; он был обвинён в 11 убийствах, она — в 10. Сразу же после этого Фред Уэст вновь предстал перед судом по подозрению в убийстве Энн МакФолл, чьё тело было найдено 7 июня 1994 года. Вечером 3 июля 1994 года он был обвинён в её убийстве, выступать в суде он должен был на следующее утро.

## Смерть
Фред Уэст был найден повешенным 1 января 1995 года в своей камере в тюрьме Винсон Грин, Бирмингем. Его похороны были проведены в Ковентри 29 марта 1995 года. Тело было кремировано в присутствии четырёх человек. Позже прах был развеян на пляже острова Барри вблизи Кардиффа.

## В популярной культуре
Фред Уэст стал героем мультфильма 2001 года по мотивам комикса Viz, в котором также был изображён ещё один британский серийный убийца — Гарольд Шипман. Некоторые родственники жертв Шипмана высказали негодование по поводу мультфильма. В 2011 был снят мини-сериал "Попечитель" по мотивам преступлений Уэста.en:Appropriate Adult